# Arnsbergisches Intelligenzblatt

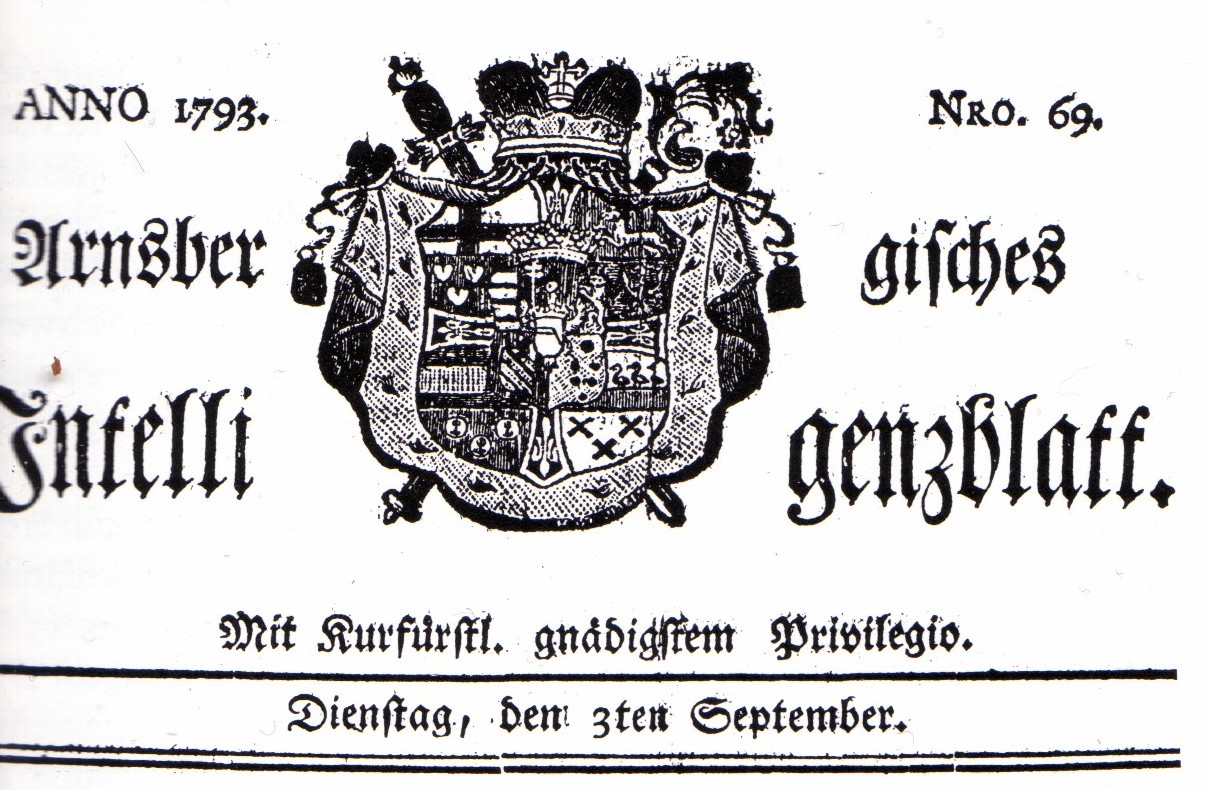
Titelkopf des Arnsbergischen Intelligenzblattes vom 3. September 1793 mit dem Wappen des Kurfürsten Maximilian Franz von Österreich

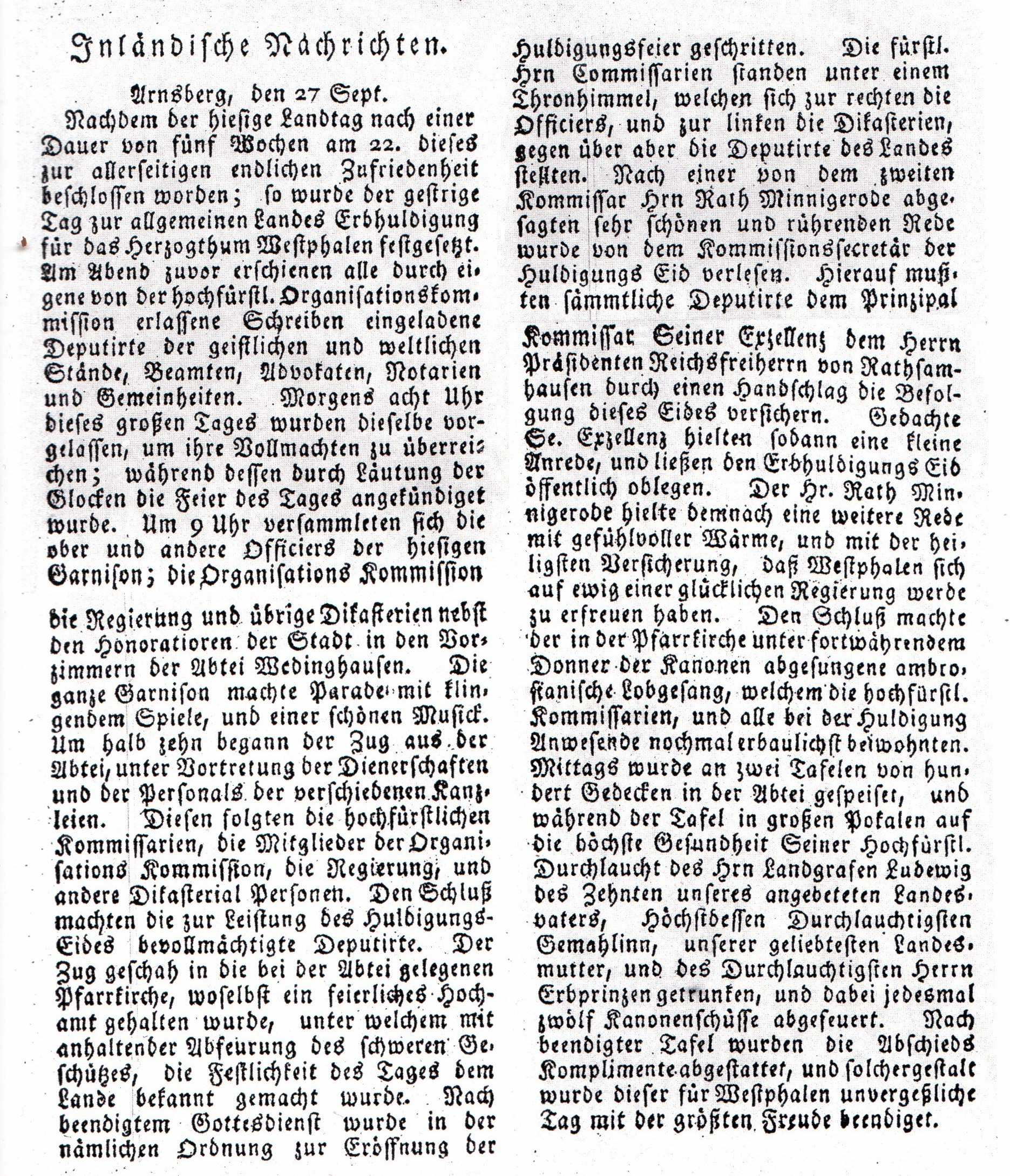
Bericht des Arnsbergischen Intelligenzblattes vom 27. September 1803 über die Erbhuldigung der Stände zu Gunsten von Ludwig von Hessen-Darmstadt

Das Arnsbergische Intelligenzblatt erschien zwischen 1766 und 1819. Es war die erste regelmäßig erscheinende Zeitung im Herzogtum Westfalen.

## Geschichte
Seit dem 18. Jahrhundert entstanden auch in Westfalen allmähliche regelmäßig erscheinende Zeitungen und Zeitschriften. Insbesondere entstanden nach dem Siebenjährigen Krieg in den meisten größeren Territorien so genannte Intelligenzblätter. In Arnsberg erhielt am 6. Oktober 1766 nicht zuletzt auf Betreiben des Hofrates Johann Wilhelm Arndts der Drucker Eberhard Herken das kurfürstliche Privileg nicht nur für einen Verlag und eine Druckerei, sondern auch für die Herausgabe des Arnsbergischen Intelligenzblattes. In der Genehmigung hieß es: „Damit auch der gemeine Mann von den Begebenheiten im Lande inne werden möge…“ Es wurde auch bestimmt, dass die Behörden für jeden Pfarrort ein Exemplar zu abonnieren hätten. Das Blatt sollte „bei dem vornehmsten Wirt oder Vorsteher jedes Ortes auszulegen, damit jedermann solches auf denen Sonn- und Feiertagen einsehen könne.“
Dieses Blatt erschien regelmäßig zweimal wöchentlich. Eigentlich sollte das Intelligenzblatt nur amtliche Bekanntmachungen und Anzeigen enthalten. Herken hat aber auch anderes veröffentlicht. Dazu gehörten Gedichte wie die zahlreichen lateinischen Gelegenheitsdichtungen des Hofrates Caspar Theodor Georg Pape. Daneben hat er auch allgemeine politische und lokale Nachrichten gedruckt. Teilweise waren diese auch beleidigender Art. Daher geriet er in Konflikt mit den Behörden.
Deswegen übergab er das Blatt an einen Vetter Johann Franz Herken. In der Zeit der hessischen Herrschaft von 1803 bis 1816 haben die Behörden das Blatt zu einer streng regierungsfreundlichen Haltung angehalten. Ähnlich rasch passte sich das Blatt 1816 den neuen preußischen Landesherren an.
Nach dem Übergang des Landes an Preußen beabsichtigte die neue Regierung in Arnsberg, eine eigene Zeitung herauszubringen. Sie kaufte 1819 Herken seine Lizenz ab und gab seither das „Amtsblatt der königlichen Regierung“ heraus. Da dieses die Informationsbedürfnisse der Bürger nicht ausreichend erfüllte, hat der damalige Kanzleibuchhalter C.A. Düser seit 1820 das Arnsberger Wochenblatt herausgegeben.